# جبريل دانيال
جبريل دانيال (بالفرنسية: Gabriel Daniel)‏ هو أمين مكتبة ومؤرخ فرنسي، ولد في 8 فبراير 1649 في روان في فرنسا، وتوفي في 23 يونيو 1728 في باريس في فرنسا.

## وصلات خارجية
- جبريل دانيال على موقع الموسوعة البريطانية (الإنجليزية)